# Synchlora glaucaria
Synchlora glaucaria är en fjärilsart som beskrevs av Achille Guenée 1858. Synchlora glaucaria ingår i släktet Synchlora och familjen mätare. Inga underarter finns listade i Catalogue of Life.